# Vern
El vern (Alnus glutinosa) és un arbre caducifoli del gènere Alnus originari de quasi tot Europa, incloent-hi la Gran Bretanya i Fennoscàndia, i del sud-est d'Àsia. Els emigrants n'han dut poblacions a Amèrica.
Altres noms populars pels quals se'l coneix són arbre negre, lladern, morera borda, mosquiter, verd i verna. També s'ha recollit la variant lingüística vivo.
En la toponímia dels Països Catalans apareixen en el nom de localitats com el barri de Barcelona de la Verneda. En el cas de Sant Just Desvern, malgrat el nom que té aquesta població actualment, d'acord amb el que diuen els documents medievals i allò que afirmen els lingüistes, aquest topònim no prové pas del nom d'aquest arbre. El mateix s'esdevé en el cas del nom Lavern, possiblement preromà, com afirma Joan Coromines.

## Morfologia
Pot arribar a una alçada de 30 metres, amb la capçada allargada formada per branques més aviat curtes i obertes. Té el tronc dret i amb l'escorça llisa, que es va clivellant amb l'edat formant crostes, que acaben caient.
Les seves fulles, de 5 a 9 cm, són arrodonides i resinoses (glutinoses) quan són joves, igual que passa amb els borrons. La floració és del tipus monoic amb flors masculines amb forma d'aments cilíndrics i vermellosos i flors femenines similars a petites pinyes. La floració en té lloc entre els mesos de febrer i abril. Les llavors són alades.
Malgrat que no és una planta lleguminosa, fa simbiosi amb bacteris del terra que li proporcionen nitrogen.
Per distingir-lo, són característiques la punta emarginada de les fulles (o sigui, en comptes de fer punta cap enfora fa un entrant) i les flors femenines com petites pinyes.

## Hàbitat
Els verns només es troben en sòls molt humits, generalment en la ribera dels rius (i també dels canals de regadiu) on formen les vernedes. Són molt corrents a la Cerdanya a les vores dels rierols i canals.

### Variants i distribució
N'hi ha quatre subespècies:
- Alnus glutinosa subsp. glutinosa. Molt estesa, sobretot per tot Europa.[17]
- Alnus glutinosa subsp. barbata. Anatòlia (Rize, Trebisonda, Artvin)[18]
- Alnus glutinosa subsp. antitaurica. Sud d'Anatòlia.[19]
- Alnus glutinosa subsp. betuloides. Est d'Anatòlia.[20]

A Catalunya és comú des del Pirineu (per sota dels 1.650 m) fins al centre del país, sobretot a les comarques humides, i a les comarques de ponent, cap on davalla seguint els grans rius i les séquies; a la meitat oriental es fa molt rar al sud del Llobregat. No és present al País Valencià ni a les Illes.

## Usos
La fusta de vern és molt apreciada i entre altres característiques té la de suportar molt bé estar submergida en l'aigua, per això s'ha fet servir com a fusta de suport a Venècia i Amsterdam.

### Propietats medicinals
- La seva escorça conté taní, utilitzat per rebaixar els nivells de colesterol.
- La decocció de l'escorça s'utilitza per fer gargarismes contra les angines i la faringitis.
- Les fulles més tendres i enganxoses es feien servir com a remei per als peus adolorits.

## Aspectes culturals
En la mitologia britànica i nòrdica, el vern és un símbol de la resurrecció, probablement perquè la fusta passa del blanc al roig quan és tallada, recordant la sang humana. Els primers humans de la mitologia nòrdica varen ser creats a partir de freixes i verns. A Irlanda, la reverència que se sentia respecte al vern era tan profunda que tallar-ne un era una ofensa criminal. En altres llocs com Terranova, se li atribuïen aplicacions medicinals per al tractament de les cremades, el reumatisme i el dolor. A Suomi (Finlàndia) n'utilitzen petites estelles de la fusta per fumar el peix.

## Galeria

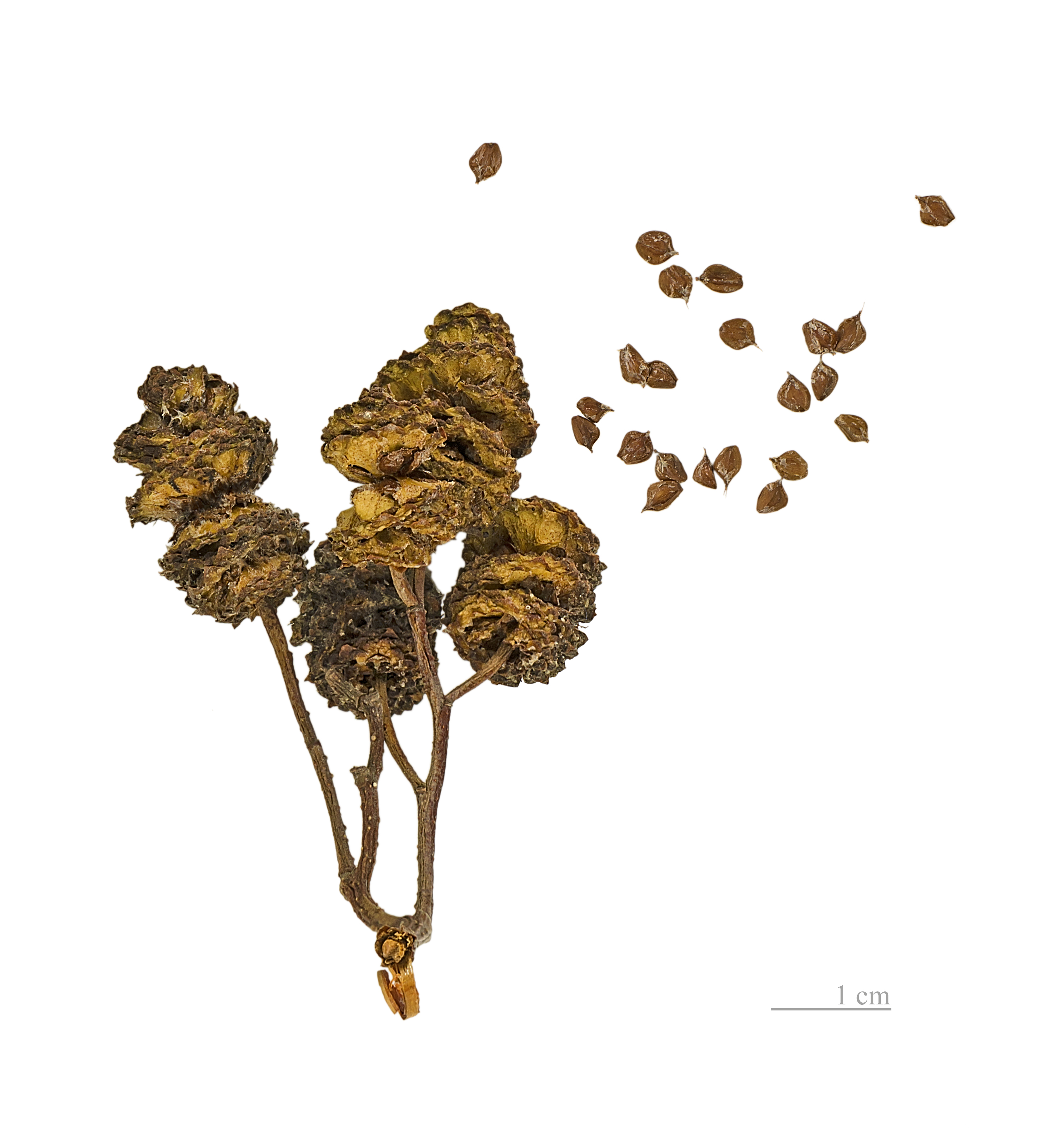
Inflorescència femenina i llavors
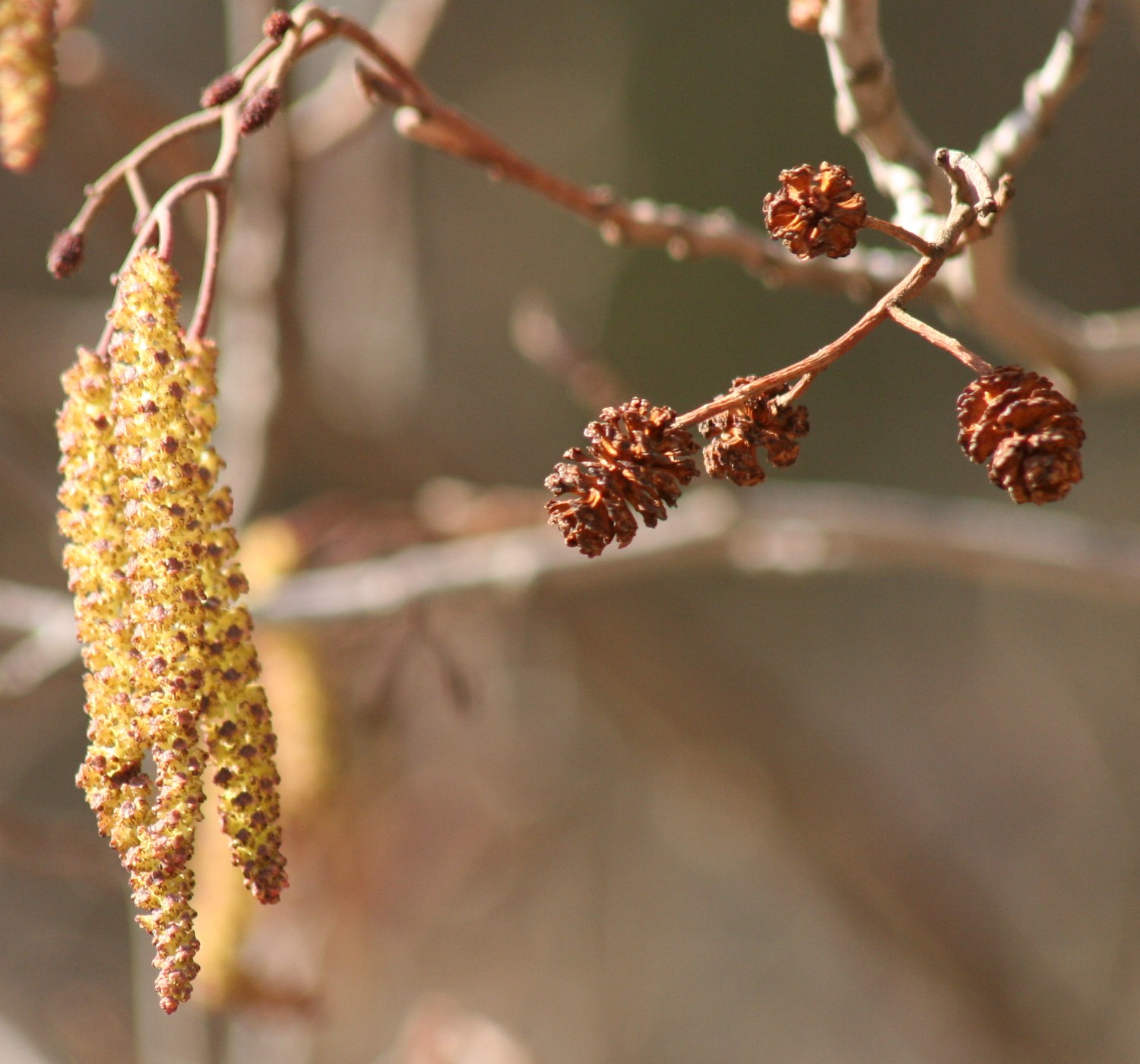
Inflorescència masculina (esquerra) i cons madurs (dreta)
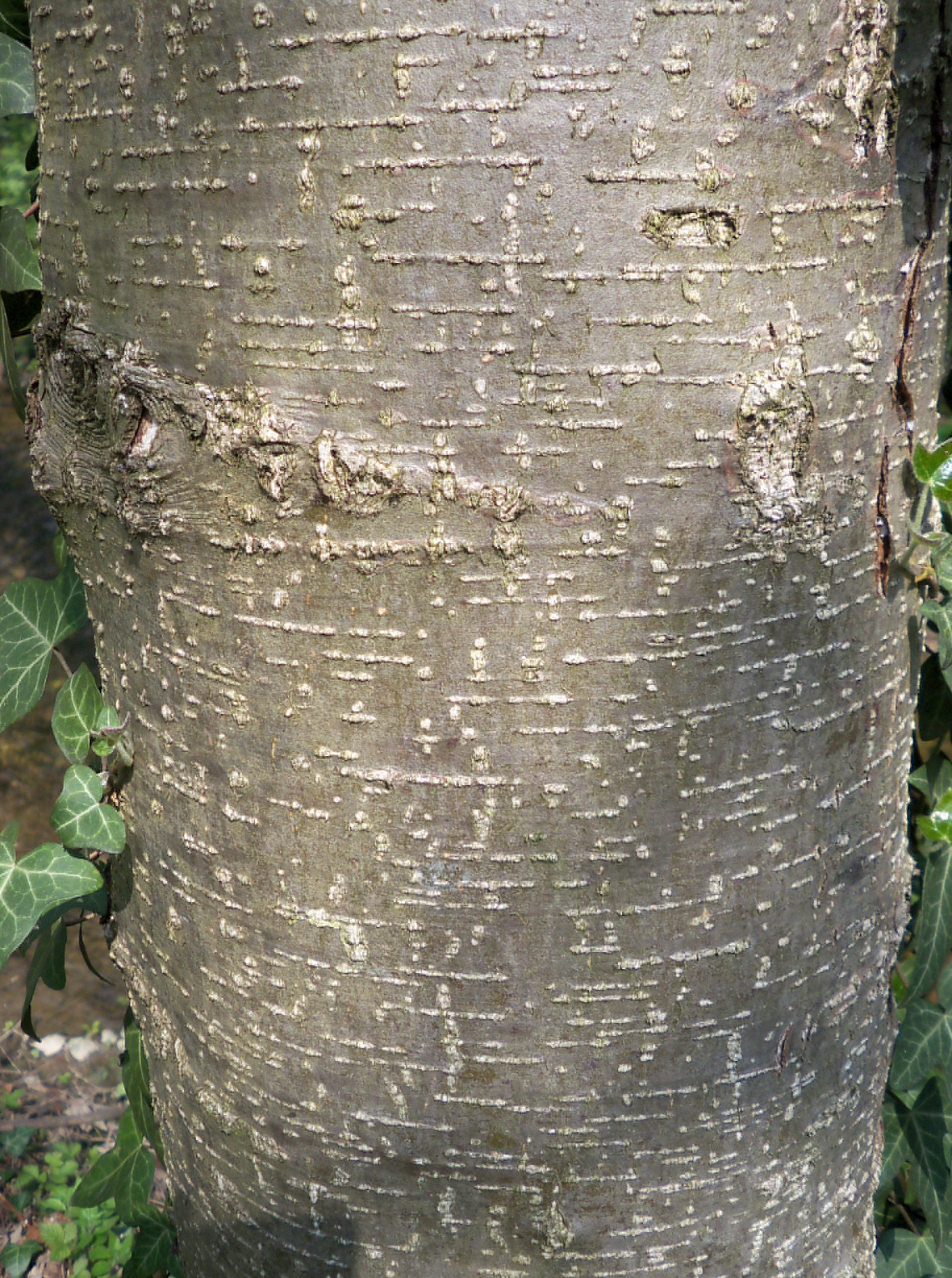
Escorça d'arbre jove
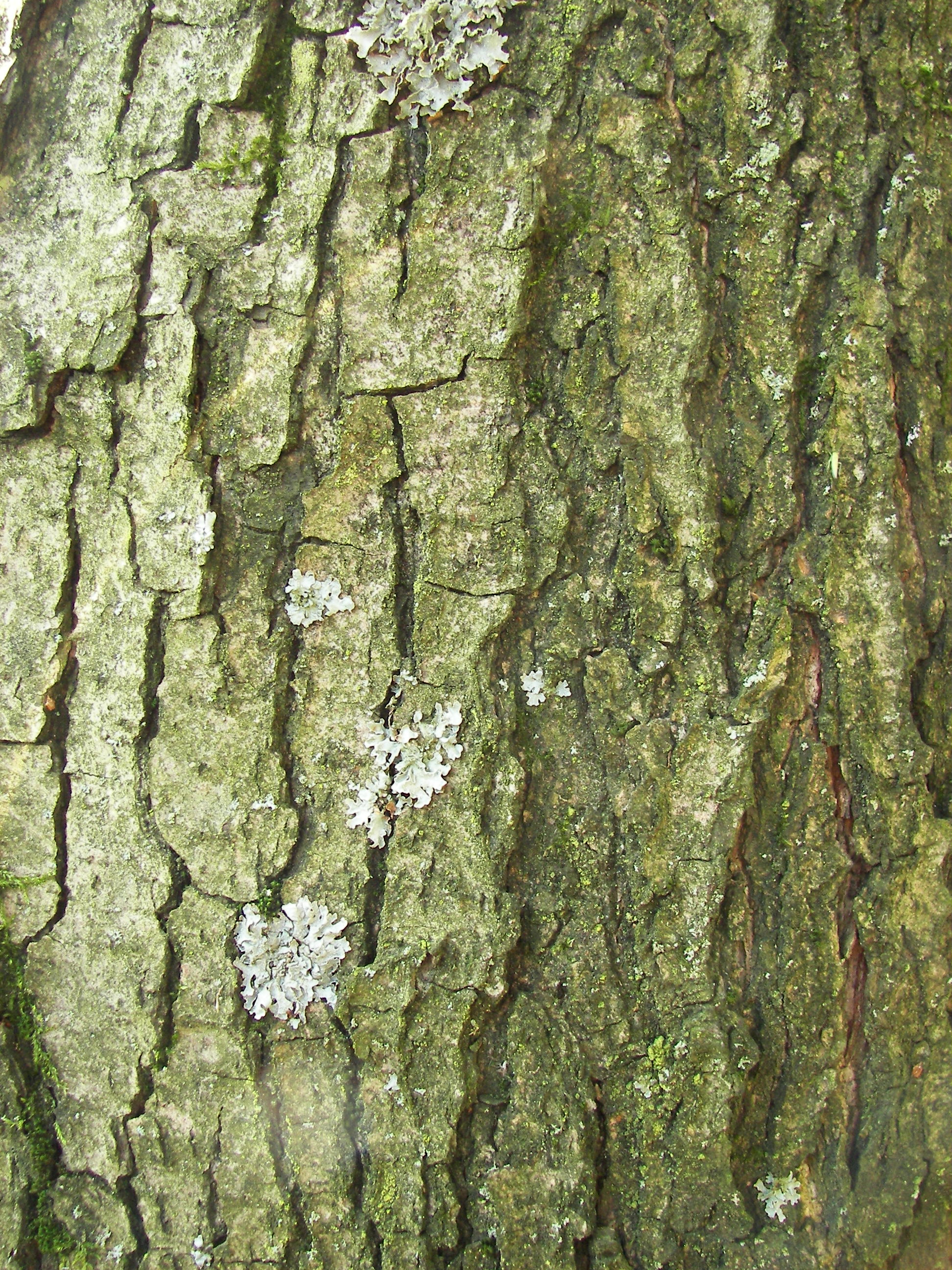
Escorça d'arbre adult
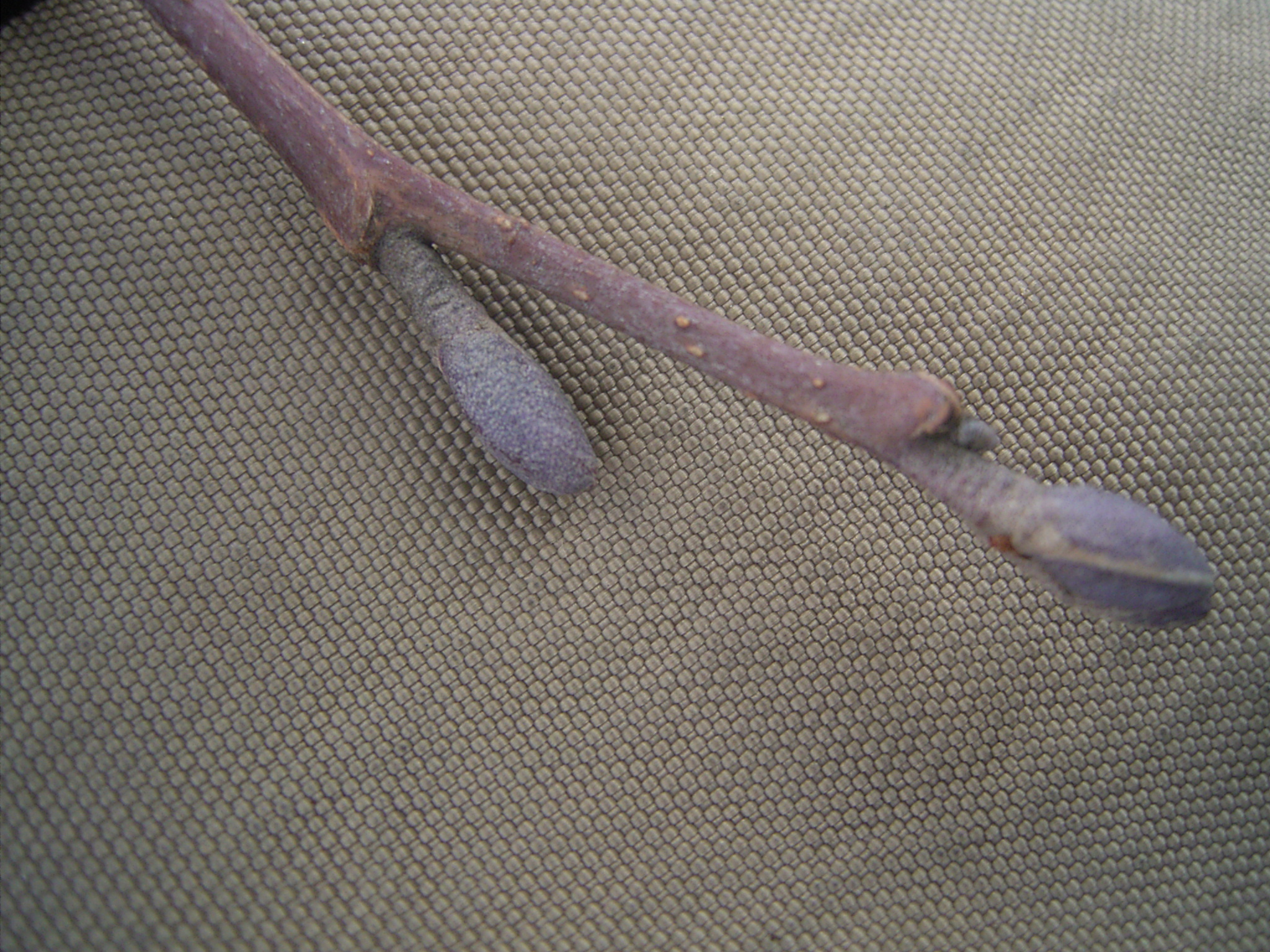
Les gemmes són de color violaci i pedunculades
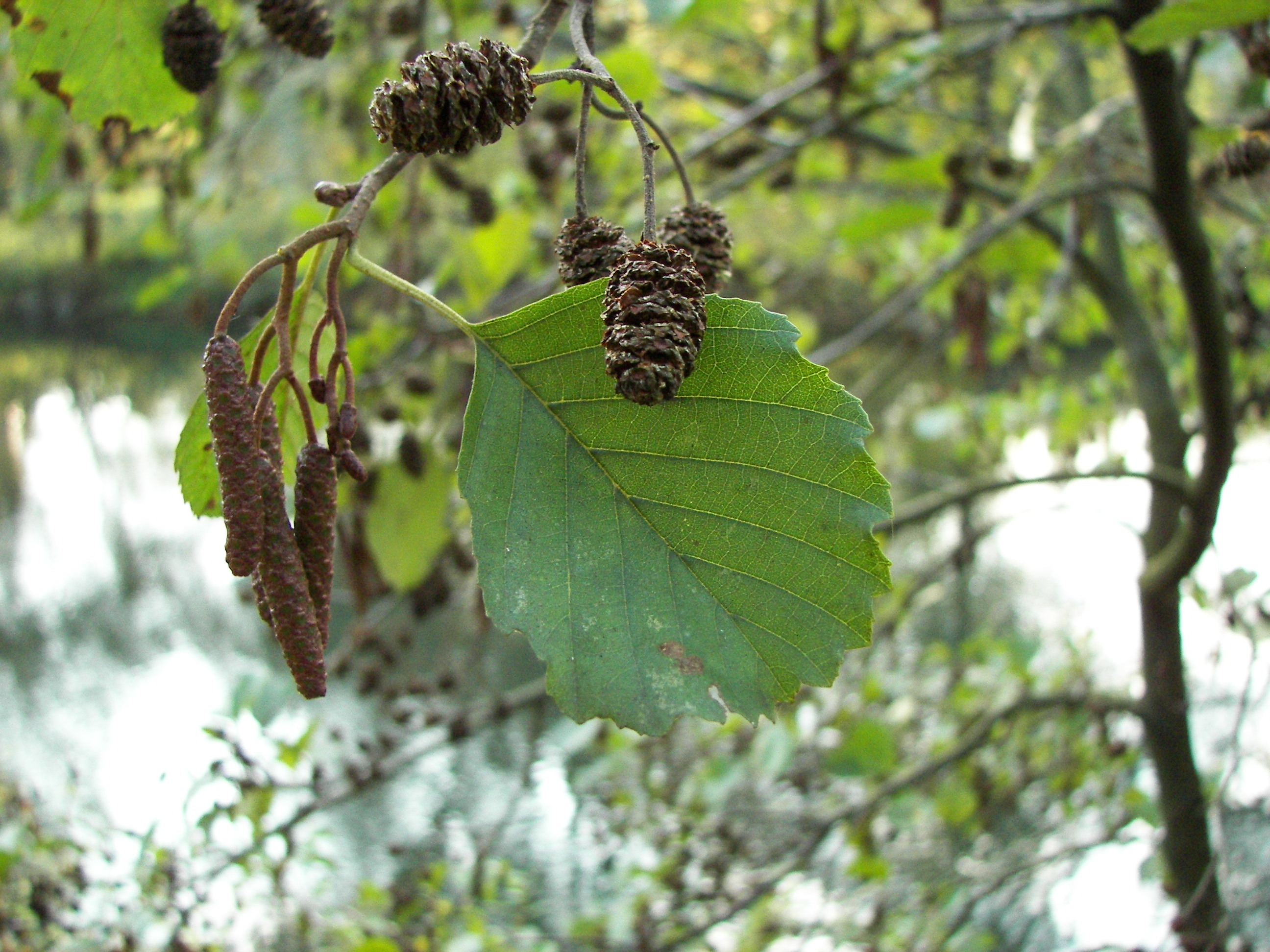
Fulles, cons (amunt), aments masculins (els llargs, a l'esquerra) i aments femenins (molt petits, al centre) d' A. glutinosa  a finals d'estiu